# Jean-Joseph Faict
Jean-Joseph Faict, né le 22 mai 1813 à Leffinge et décédé le 4 janvier 1894 à Bruges, est un prélat belge, vingtième évêque de Bruges.
Ordonné prêtre en 1838, Faict est professeur au grand séminaire de Bruges avant de devenir supérieur du petit séminaire de Roulers en 1849. En février 1864, il devient coadjuteur de Jean-Baptiste Malou ; il succède à ce dernier comme évêque de Bruges en septembre 1864. Il participe au Ier concile œcuménique du Vatican.

## Succession apostolique
Jean-Joseph Faict a ordonné les évêques suivants :
- Archevêque Paul Goethals, S.I. (1878)
- Cardinal Pierre-Lambert Goossens (1883)